# 일렉트릭 미스트
《일렉트릭 미스트》(In The Electric Mist)는 미국, 프랑스에서 제작된 베르트랑 타베르니에 감독의 2009년 미스터리, 드라마 영화이다. 제임스 리 버크의 소설 In the Electric Mist with Confederate Dead에 기반을 둔다. 토미 리 존스 등이 주연으로 출연하였고 프레더릭 보부론 등이 제작에 참여하였다.

## 출연

### 주연
- 토미 리 존스
- 존 굿맨

### 조연
- 피터 사스가드
- 켈리 맥도날드
- 메리 스틴버겐
- 저스티나 마샤도
- 네드 비티
- 제임스 가먼
- 프루이트 테일러 빈스
- 레본 헬름
- 버디 가이
- 줄리오 세딜로
- 아라나 록키
- 버나드 혹

## 기타
- 원작자: 제임스 리 버크
- 미술: 머리디스 보스웰
- 세트: 엘리자베스 키넌
- 의상: 캐시 키아타
- 배역: 리사 매 핀캐논
- 배역: 진 맥칼디